# Карл Гаузе
Карл Гаузе (нім. Karl Hause; 15 липня 1916, Позен — 19 листопада 1943, Атлантичний океан) — німецький офіцер-підводник, корветтен-капітан крігсмаріне.

## Біографія
5 квітня 1935 року вступив на флот. З 20 червня по 14 грудня 1941 року — командир підводного човна U-351, з 7 березня 1942 року — U-211, на якому здійснив 5 походів (разом 213 днів у морі). 19 листопада 1943 року U-211 був потоплений в Північній Атлантиці східніше Азорських островів (40°15′ пн. ш. 19°18′ зх. д.) глибинними бомбами британського бомбардувальника «Веллінгтон». Всі 54 члени екіпажу загинули.
Всього за час бойових дій потопив 1 корабель водотоннажністю 1350 тонн і пошкодив 3 кораблі загальною водотоннажністю 31 883 тонни.
| Дата            | Назва корабля                   | Тип               | Тоннаж | Вантаж                                 | Екіпаж | Загинули | Країна             | Конвой |
| --------------- | ------------------------------- | ----------------- | ------ | -------------------------------------- | ------ | -------- | ------------------ | ------ |
| 12 вересня 1942 | Empire Moonbeam (пошкоджений)   | Торговий пароплав | 6,849  | Баласт                                 | 55     | 0        | Британська імперія | ON-127 |
| 12 вересня 1942 | Hektoria (пошкоджений)          | Китобійна база    | 13,797 | Баласт                                 | 86     | 0        | Британська імперія | ON-127 |
| 23 вересня 1942 | Esso Williamsburg (пошкоджений) | Тепловий танкер   | 11,237 | 110 043 барелі спеціального мазуту ВМС | 60     | 0        | США                |        |
| 17 грудня 1942  | HMS Firedrake (H79)             | Есмінець          | 1,350  |                                        | 196    | 170      | Британська імперія | ON-153 |

## Звання
- Кандидат в офіцери (5 квітня 1935)
- Морський кадет (25 вересня 1935)
- Фенріх-цур-зее (1 липня 1936)
- Оберфенріх-цур-зее (1 січня 1938)
- Лейтенант-цур-зее (1 квітня 1938)
- Оберлейтенант-цур-зее (1 жовтня 1939)
- Капітан-лейтенант (1 вересня 1942)
- Корветтен-капітан (1 листопада 1943)

## Нагороди
- Медаль «За вислугу років у Вермахті» 4-го класу (4 роки)